# Хальпан-де-Серра
Хальпан-де-Серра (исп. Jalpan de Serra, испанский: [ˈxalpan de ˈsera] (слушать)о файле;) — город в Мексике, штат Керетаро, входит в состав одноимённого муниципалитета и является его административным центром. Численность населения, по данным переписи 2010 года, составила 11 010 человек.

## Общие сведения
Поселение было основано 21 апреля 1744 года полковником Хосе Эскандоном.
Первоначальное название Сантьяго-Хальпан (Santiago Xalpan); впоследствии переименован в честь жившего и работавшего там миссионера Хуниперо Серра.